# Kristián David
Kristián David (17. února 1692 v Ženklavě – 3. února 1751 v Ochranově) byl misionář a exulant z Moravy. Již svými současníky byl nazýván jako „moravský Mojžíš, božský tesař, apoštol či tvůrce Ochranova“.

## Život
Narodil se v Ženklavě (okres Nový Jičín). Jeho otec Jan David byl Čech (pocházel z Bernartic nad Odrou) a matka Rosina byla Němka. Kristián David si zvolil za své povolání tesařství, kterému se učil v Životicích. V Holešově se jako syn katolických rodičů začal zajímat o protestantství. Tajně se stýkal s rodinami, které se hlásily k náboženskému odkazu Jednoty bratrské.
Díky své neklidné povaze pracoval jako potulný tesař a nějakou dobu sloužil také v pruské armádě. Jako voják u proviantu byl přítomen obléhání Stralsundu roku 1715. Roku 1722 podnikl cestu do Horní Lužice na panství hraběte Nikolause Ludwiga von Zinzendorfa (1700–1760), německého protestantského šlechtice a významného stoupence pietismu, který mu slíbil, že dovolí, aby se pod jeho ochranou usídlily na jeho panství pronásledované bratrské rodiny z Moravy. David poté převedl do Horní Lužice prvních 10 bratří. Tam 17. června 1722 David porazil první strom, kterým pak položil základ k postavení osady, jež vstoupila do historie jako Herrnhut, česky Ochranov.
Na Moravu cestoval dvakrát až třikrát do roka, tajně, často se zdržel několik týdnů a postupně převedl další bratrské rodiny. V roce 1723 například navštívil kunínské panství, kde se setkával s tajnými nekatolíky. Stěžovali si mu nejen na nátlak hospodářský, ale zejména na překážky, činěné jim v jejich víře, na znemožňování tajných schůzek a na nemožnost četby evangelické literatury. Důsledkem jeho návštěv bylo v Kuníně a v Suchdole nad Odrou zintenzivnění tajných schůzek a rozšiřování zakázaných protestantských knih, které David s sebou přinášel (kolem stovky výtisků Nového zákona). V roce 1724 přivedl David do Herrnhutu skupinku mužů ze Suchdola nad Odrou. Jedním z nich byl také David Nitschmann, který se o jedenáct let později stal prvním biskupem Obnovené Jednoty bratrské.
Úspěch Kristiána Davida v získávání evangelíků z Moravy se setkal se vzrůstajícím odporem rakouské vrchnosti. Situace hraběte Zinzendorfa se začínala komplikovat, protože to vypadalo tak, že sám osobně podněcuje rebelie v cizí zemi. Ve skutečnosti časté cesty K. Davida byly proti jeho výslovnému přáni. 12. květen 1727 se stal milníkem v historii obnovené Jednoty bratrské, protože tento den byla oficiálně přijata nově vytvořená herrnhutská ústava (tzv. Statuta herrnhutského sboru). Prvním krokem byla volba 12 starších. Mezi zvolenými byl také Kristián David. Později byl dokonce i mezi čtyřmi, kteří byli vybrání za „Vrchní starší“. Vyvrcholením těchto události byla tzv. „Svatá Večeře Páně“, jež se konala 13. srpna 1727 a je obecně považována za duchovní zrození Obnovené Jednoty bratrské.
Po roce 1728 se Kristián David už do Čech nedostal, protože byl posílán do různých koutů světa.

## Misionářská činnost
V dubnu roku 1733 byl vyslán společně s bratranci Stachovými do Grónska, aby tam založili bratrskou misii Neu-Herrnhut. V Grónsku strávil David tři roky, poté byl vyslán do Švýcarska, kde navštívil Zurich, Bern, Lausanne a Montmirail. David zde kázal, psal dopisy a skládal bratrské písně. Byl také při zakládání osady Herrendyk v Holandsku a v roce 1729 poprvé navštívil baltské provincie (Livonsko), což byl začátek tamější početně největší diaspory.

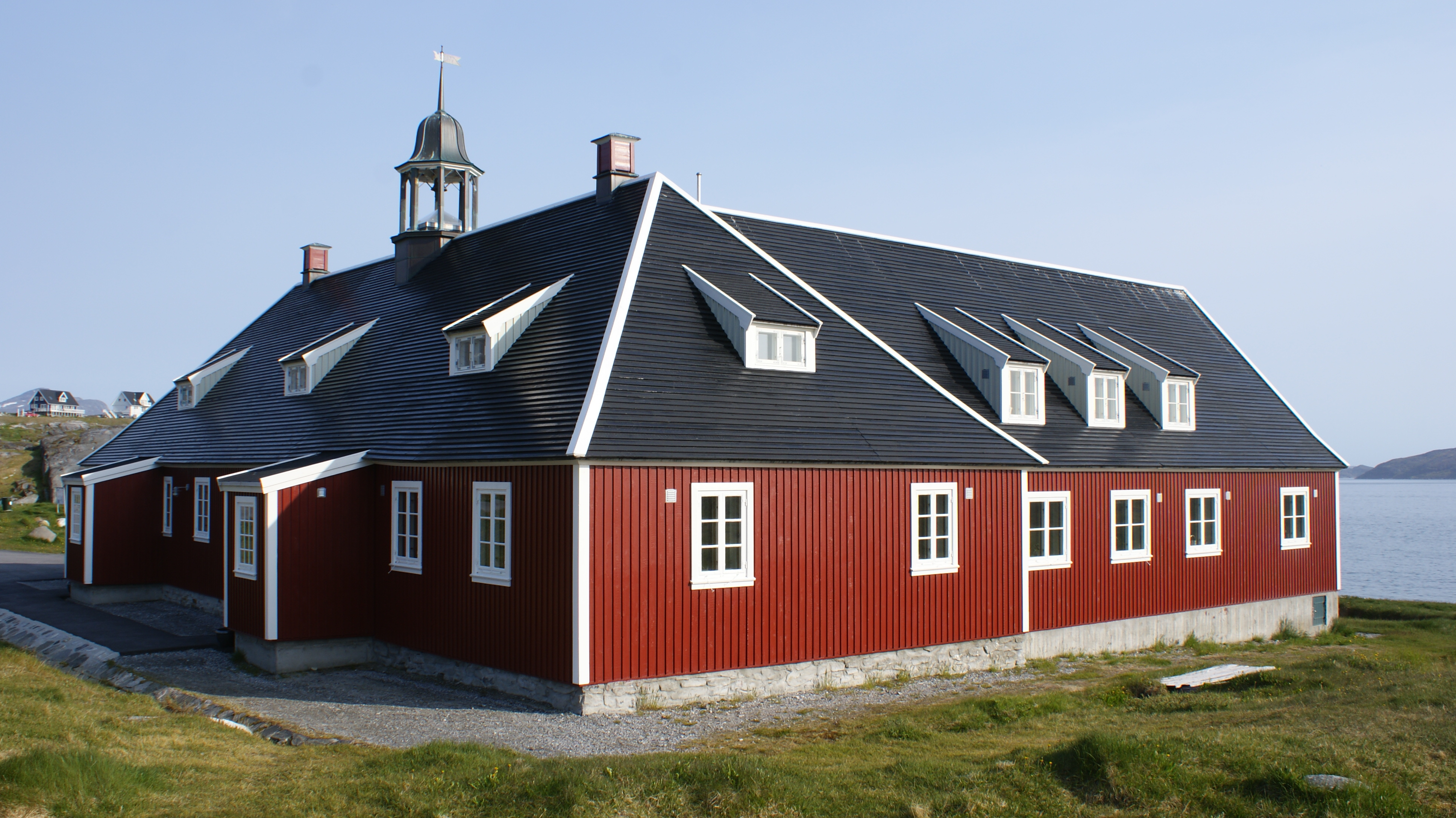
Sborový dům (1747–1748), Nuuk

Při druhé a třetí návštěvě Grónska v letech 1747 a 1749 se spolupodílel na stavbách několika domů, jejichž stavebnicové díly byly do misie přiváženy po částech lodní dopravou. Slavnostním otevřením nového sborového domu byl pověřen Kristián David, který stavbu vysvěcoval v přítomnosti asi tří set místních obyvatel – Inuitů. Bratrské misie v Grónsku fungovaly až do roku 1900, kdy je Moravští bratři předali po státní reformě dánské národní církvi. Budova sborového domu v Noorliitu se nachází v historické části hlavního města Grónska Nuuk, do roku 2008 byla sídlem Grónské univerzity, později se stala sídlem ombudsmana.
Pod vlivem obnovené Jednoty byl také John Wesley (1703–1791) – anglický protestantský teolog a zakladatel metodistické církve (1729). Ten několikrát navštívil Herrnhut, kde slyšel kázat K. Davida, který ho nadchl svým kázáním tak, že si ho podrobně opisoval do svého deníku. Ačkoli David neměl žádné vzdělání, měl pověst věhlasného kazatele. Po odchodu do exilu kázal v Halle, v Holandsku a také i v baltských zemích. Přičítá se mu zásluha, že položil základy moravskobratrské misionářské diaspory. V roce 1749 zamířil s tzv. „Třetí mořskou kongregací“ do Ameriky, kde taktéž pomáhal při výstavbě osad Nazareth a Bethlehem v Pensylvánii.

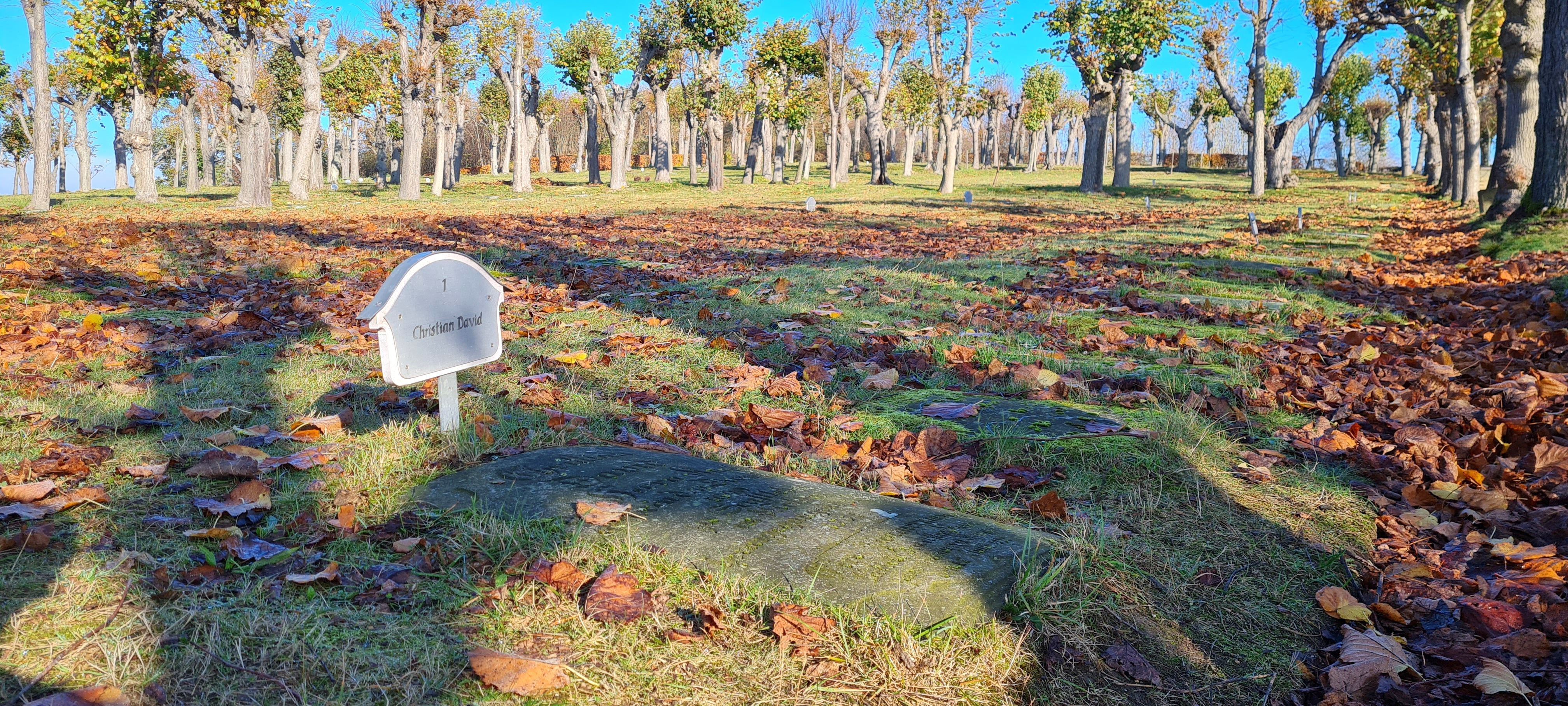
Boží pole v Ochranově s označením hrobu Kristiána Davida

Historikové Moravské církve i mnozí čeští historici se shodují v názoru, že bez apoštolského zanícení Kristiána Davida, by stoupenci bratrského učení nehledali svá útočiště v Lužici a Sasku, kde roku 1727 obnovili Jednotu bratrskou a začali pak misionářskou činnost, která je přivedla do Ameriky a o Vánocích roku 1741 vedla k založení osady a nynějšího ústředí církve Moravských bratří v Bethlehemu v Pensylvánií.
Kristián David zemřel v Ochranově 3. února 1751, tam byl i  pohřben. Od roku 1890 byla umístěna na jeho rodném domku v Ženklavě (č. 43) německojazyčná, a od roku 1947 českojazyčná pamětní bronzová deska s tímto textem: „Zde se narodil L. P. 1690 Kristián David, exulant, zakladatel Ochranova, spoluobnovitel Jednoty bratří, svědek evangelia mezi pohany. Jeden jest Mistr váš – Kristus, vy pak všickni bratři jste!“